# Hermenegildo Galeana, Pijijiapan
Hermenegildo Galeana är en ort i Mexiko.   Den ligger i kommunen Pijijiapan och delstaten Chiapas, i den sydöstra delen av landet, 800 km sydost om huvudstaden Mexico City. Hermenegildo Galeana ligger 93 meter över havet och antalet invånare är 1 158.
Terrängen runt Hermenegildo Galeana är varierad. Runt Hermenegildo Galeana är det ganska glesbefolkat, med 27 invånare per kvadratkilometer. Närmaste större samhälle är Mapastepec, 17,5 km sydost om Hermenegildo Galeana. I omgivningarna runt Hermenegildo Galeana växer i huvudsak städsegrön lövskog.